# U-Bahnhof Messe West/Süd/Gruga
Der U-Bahnhof Messe West/Süd/Gruga ist eine oberirdische Stadtbahnstation der Stadtbahn Essen im Essener Stadtteil Rüttenscheid. Bei der südlichsten Station der Stadtbahn Essen ist die Messe Essen mit dem Gruga-Komplex namensgebend.

## Lage und Aufbau
Der U-Bahnhof verfügt über zwei Gleise mit Mittelbahnsteig. Sie können über Treppen, Rolltreppen sowie barrierefrei mit einer Aufzugsanlage erreicht werden. Der U-Bahnhof wird durch eine Glaskonstruktion überspannt. Im Bereich der Station befindet sich eine Kehranlage.

## Geschichte
Am 1. Juni 1986 wurde die Stadtbahnstation Messe West/Süd/Gruga im Zuge der Inbetriebnahme des unterirdischen Streckenabschnitts Südstrecke zwischen Philharmonie/Saalbau und Messe/Bredeney für die Stadtbahnlinien U11 sowie die Straßenbahnlinie 101 und 107 eröffnet, die sich am U-Bahnhof Martinstraße verzweigt. Dabei verkehrt die Stadtbahnlinie U11 zur Messe und die Straßenbahnen nach Bredeney. Vorher fuhr hier die Straßenbahnlinie 111 entlang der B 224. Seit dem Tunnelbau ist sie durch die U11 ersetzt.

## Bedienung
Der Stadtbahnhof wird heute von der Linie U11 bedient. Diese wird, wie auch der übrige ÖPNV, von der Ruhrbahn betrieben.
| Linie | Verlauf | Takt   |
| ----- | --- | ------ |
| U 11  | GE-Horst, Buerer Straße – Schloss Horst – GE-Horst, Fischerstraße – E-Karnap, Alte Landstraße – Boyer Straße – E-Karnap, Arenbergstraße – E-Altenessen, Heßlerstraße – II. Schichtstraße – U Karlsplatz – U Altenessen Mitte – U Kaiser-Wilhelm-Park – U Altenessen Bf – U Bäuminghausstraße – U Bamlerstraße – U Universität Essen – U Berliner Platz – U Hirschlandplatz – U Essen Hbf – U Philharmonie – U Rüttenscheider Stern – U Martinstraße – U Messe Ost/Gruga – Essen, Messe West/Süd/Gruga | 10 min |

Es bestehen Umsteigemöglichkeiten zu den folgenden Buslinien der Ruhrbahn.
| Linie | Verlauf | Takt                |
| ----- | --- | ------------------- |
| 142   | Annental, Betriebshof Ruhrallee – Rellinghausen – Stadtwaldplatz – Rüttenscheid Martinstraße – Alfredbrücke – Messe Essen/Gruga – Messe West/Süd/Gruga – Bredeney Friedhof – Schuir Abzweig Flughafen – Schwimmbad Kettwig – Kettwiger Markt – Kettwig | 20 min 10 min (HVZ) |
| NE13  | Essen Hbf – Philharmonie – Rüttenscheider Stern – Rüttenscheid Martinstraße – Alfredbrücke – Messe Essen/Gruga – Messe West/Süd/Gruga – Sommerburgstr. – Schuir – Schwimmbad Kettwig – Gewerbegebiet Kettwig – (Kettwiger Markt →) Kettwig             | 60 min              |

## Planungen
Seitens der Stadt Essen gibt es diverse Überlegungen die Südstrecke mit einem einheitlichen System zu befahren. Aus Kostengründen sind diese Pläne auf Eis gelegt.
Darüber hinaus ist geplant, die Stadtbahnlinie U11 von Messe West/Süd/Gruga bis zum Büropark Bredeney zu verlängern.

## Weiterführende Informationen